# Disphragis antistes
Disphragis antistes är en fjärilsart som beskrevs av William Schaus 1912. Disphragis antistes ingår i släktet Disphragis och familjen tandspinnare. Inga underarter finns listade i Catalogue of Life.